# Marseillan (Hérault)
Marseillan en francés y oficialmente, Massilhàn en occitano, es una localidad y  comuna francesa situada en el departamento de Hérault, en la región de Occitania.
Situada entre las ciudades de Sète y Agda, se encuentra en la ribera de la albufera de Thau donde se vierte el canal del Midi.

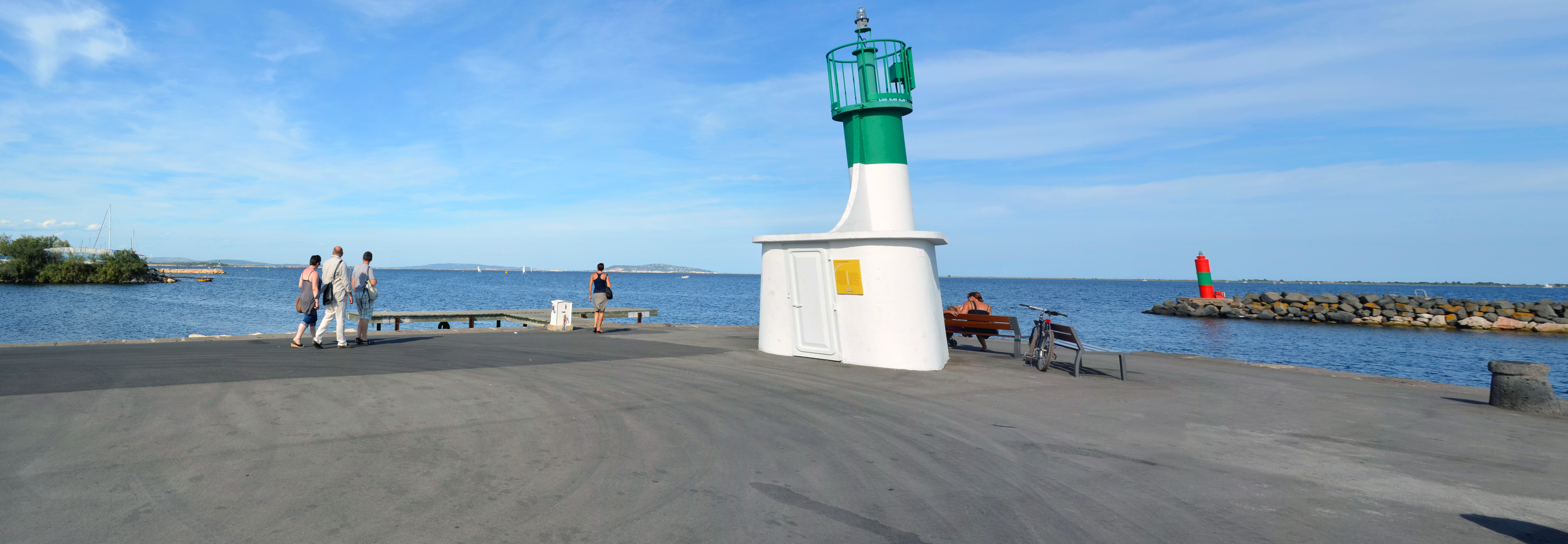
Panorama en el puerto de Marseillan

Marseillan es conocida por su estación balnearia llamada Marseillan-Plage y por ser uno de los centros de producción de marisco, en particular de ostras y cangrejos, de la región.

## Demografía
| 3394 | 3579 | 3483 | 4039 | 4950 | 6199 |
| Para los censos de 1962 a 1999 la población legal corresponde a la población sin duplicidades (Fuente: INSEE [Consultar]) |      |      |      |      |      |

## Hermanamientos
Desde el año 1988, Marseillan se ha hermanado con :
- Caudete (Albacete), España (1988)